# ۳۱۲ (پیش از میلاد)

## رویدادها
- بنیادگذاری دولت سلوکی به دست سلوکوس یکم در بابل.
- سیراکوز در برابر آگاتوکلس خودکامه از کارتاژ یاری خواست.
- نخستین کاریز در روم به شهر آکوا آپیا کشیده‌شد.

## منبع
Wikipedia contributors, "312 BC," Wikipedia, The Free Encyclopedia, http://en.wikipedia.org/w/index.php?title=312_BC&oldid=213887129 (accessed June 15, 2008). 